# Lista de partidos políticos no Burundi
Este artigo lista partidos políticos no Burundi.
Burundi tem um sistema multi-partidário, com dois ou três partidos fortes e um terceiro que é eleitoralmente bem-sucedido. As partes geralmente baseiam-se na origem étnica.

## Partidos extintos
- Partido Abanyamajambere (AB)
- União Africana Nacional de Ruanda-Urundi (UNARU)
- Associação de Barundi progressistas e democratas (APRODEBA)
- Barundi dos Trabalhadores Rally (RTB)
- Partido dos Trabalhadores de Burundi (Ubu)
- Partido Democrata-Cristão (PDC)
- Rally País Democrático (PRD)
- União País Democrático (UDP)
- Partido Socialista Livre do Burundi (PARSOCILIBRE)
- Sindicato Nacional do Burundi-Abadahemuka (Abadahemuka-UNB)
- Partido para a Independência de Burundi (PIBU)
- Partido Emancipação Popular (PEP)
- Rally do Povo do Burundi (RPB)
- União do Povo do Burundi (UPB)
- Movimento Progressista do Burundi (MPB)
- Partido Reconciliação (PR)
- Partido Democrático Rural (PDR)
- Movimento Rural do Burundi (MRB)
- União para Promoção Hutu (UPROHUTU)
- Partidos Uniãos do Povo (UPP)
- União dos hutus, tutsis, e Twa do Burundi (UHTTB)
- Voz do Povo Murundi (VPM)
- Partido dos Jovens Trabalhadores do Burundi (PDJTB)